# Ludwig von Flüe
Ludwig Ignaz von Flüe, o anche Ludwig von Flüe (in francese Louis de Flue) (Sachseln, 10 marzo 1752 – Sachseln, 1º aprile 1817), è stato un mercenario svizzero, ricordato con il titolo onorario di Ludwig von Flüe le Bastillien ("il Bastigliano"), quando la monarchia borbonica fu restaurata dopo il 1815, per il ruolo importante avuto nella difesa della Bastiglia.

## Biografia

### La famiglia
Ludwig Ignaz von Flüe nacque a Sachseln, nel Canton Obvaldo, il 10 marzo 1752. Era il secondo dei tre figli di Johann Wolfgang von Flüe (1691-1754), ex capitano al servizio della Francia nel reggimento svizzero di Salis-Samade, e della sua terza moglie, Marie Barbara Blättler († 1762). Aveva una sorella maggiore e una minore. Avendo perso il padre il 14 maggio 1754, fu allevato dalla madre e dal fratello maggiore.
Apparteneva a una famiglia di illustri politici e ufficiali elvetici in servizio all'estero. Cinque dei suoi fratelli lo avevano preceduto come soldati sotto le bandiere di Luigi XV. Aveva anche undici fratellastri maggiori, tra cui i landamani Benedikt Niklaus (1726-1772) e Johann Nikodem von Flüe (1734-1823). Era un discendente diretto del santo Niklaus von Flüe.

### I primi anni
Il 13 aprile 1766, all'età di 14 anni, divenne sottotenente nella compagnia di famiglia in Francia. Il 2 maggio 1779, divenne tenente. Nel dicembre 1788, fu tenente dei granatieri e, il 1º giugno 1789, ricevette il certificato di aiutante-capitano del barone von Bachmann, comandante del reggimento svizzero di Salis-Samade, pur mantenendo le funzioni di tenente, ma senza mostrare veramente gioia e motivazione.
Da risoluto e deciso ufficiale di merito in tutta la forza dell'età, vero e proprio difensore dell'autorità reale per tutta la vita, contrario alla rivoluzione, conosceva solo il dovere militare, di cui era come uno schiavo dell'ancien régime. Per un energico soldato in carriera, professionista e straniero, gli assedianti erano solo nemici a cui sparare senza esitazione e sarebbe stato un disonore capitolare senza combattere.

### La presa della Bastiglia

La presa della Bastiglia nel dipinto di Jean-Pierre Houël, 1789.

Il giorno martedì 14 luglio 1789, partecipò alla difesa della Bastiglia come capitano-luogotenente di un distaccamento di 32 guardie svizzere della compagnia Boccard da Issy, fino all'ultimo i militari più affidabili e fedeli di Luigi XVI e Maria Antonietta, inviato dal barone de Besenval, capo delle truppe reali concentrate a Parigi, su ordine del duca de Broglie, il 7 luglio come rinforzo agli 82 Invalidi della guarnigione ordinaria, sotto il comando del marchese de Launay, che fece puntare i cannoni sulla città.
Il governatore diede l'ordine di sparare sulla folla e la truppa di granatieri svizzeri, con una scarica di mitraglia, causò un centinaio di morti tra i primi aggressori sul piccolo acciottolato del cortile esterno della fortezza reale. Dopo una violenta battaglia, quando la stessa guarnigione supplicò il governatore di arrendersi, si oppose e, su ordine di de Launay, attraverso un buco della porta, consegnò agli insorti un messaggio come ultimatum, in cui il governatore minacciava di far saltare in aria la fortezza del re con tutto il quartiere circostante se non avessero capitolato. Dopo che la folla respinse le richieste, tornò al suo posto, aspettandosi di sentire una detonazione fatale in qualsiasi momento, ma vide invece che il grande ponte levatoio si abbassava, poiché gli Invalidi avevano impedito con la forza al governatore di dare fuoco alla polveriera e aperto da soli le porte ai ribelli.
Condotto al municipio dopo la caduta della fortezza, riuscì per miracolo a sfuggire alla morte, protetto dai suoi soldati e da qualche assediante. Il 2 settembre, stilò ai suoi due fratellastri Wolfgang e Nicodemus a Yvetot, in Svizzera, un rapporto dettagliato in tedesco sull'assedio, in cui spiegò come riuscì a salvarsi.

### Gli ultimi anni
Non ottenne il comando di una compagnia fino al 25 maggio 1791. Era stato nominato cavaliere di San Luigi il 10 aprile precedente. Il 25 settembre 1792, a seguito della dissoluzione dei reggimenti svizzeri in relazione all'assalto delle Tuileries, fu destituito ad Arras. Rimase con il suo reggimento fino all'esecuzione di Luigi XVI, nel 1793. Fino al 1799, fu un glorioso capitano di guardia al servizio degli inglesi. Dopo la caduta di Napoleone, il 22 luglio 1816, sotto Luigi XVIII, al palazzo delle Tuileries, fu di nuovo capitano della guardia reale svizzera al servizio della Francia e cavaliere dell'ordine di San Luigi.

### La morte
Nel 1816, tornò a Sachseln per promuovere il reggimento della guardia, ma nella primavera dell'anno successivo si ammalò e morì nel castello in cui era venuto al mondo il 1º aprile 1817, all'età di 65 anni, appena sette giorni dopo la moglie a Rouen. Fu sepolto nel cimitero di Sachseln, accanto alla cappella di Santa Maria, ma purtroppo la sua tomba non è più disegnata.

## Discendenza
Il 21 gennaio 1793, si sposò a Rouen con Catherine-Sophie Boulanger (1768-1817) ed ebbe diversi figli, che morirono nell'infanzia.

## Nella cultura di massa

### Cinema
- La rivoluzione francese (1989), interpretato da Philippe Chemin.